# 胡玉山
胡玉山（？—1930年），佤名艾果，佤族，又名达本、讲宗，官方文書名昆钟。是佤族葫芦王地政治人物，班洪首位头人艾染之子，第二代世袭班洪王。
1891年，因调解勐省与勐角董之间的纷争有功，云贵总督王文韶奏报朝廷，赐予“胡”姓，汉名“玉山”，并封世袭“土都司”衔，颁发铜制“世袭班洪总管土司”印章一枚。
| 前任： 无 | 班洪总管 1891年—1930年 | 繼任： 艾康木 |

## 资料来源
1. ↑  沧源佤族自治县地方志编撰委员会. . 昆明: 云南民族出版社. 1998年12月: 515. ISBN 7-5367-1498-X.
2. ↑  艾兵有; 潘亿生. . 《党史文苑（学术版）》. 2011年7月21日, 3 (2011). doi:10.3969/j.issn.1007-6646-B.2011.03.009.
3. ↑  云南省临沧市延安精神研究会 - 张云. . 昆明: 云南民族出版社. 2007年12月: 50. ISBN 978-7-5367-3992-5.
4. ↑  袁娥. . 昆明: 知识产权出版社. 2007年12月: 133. ISBN 978-7-5130-1218-8.
5. ↑  《佤山纪事》编委会, 王敬骝主编. . 昆明: 云南民族出版社. 2007年5月: 6-7. ISBN 978-7-5367-3710-5.